# Mill Brook (dopływ Advocate Bay)
Mill Brook – strumień (brook) w kanadyjskiej prowincji Nowa Szkocja, w hrabstwie Cumberland, płynący w kierunku południowym i uchodzący do zatoki Advocate Bay; nazwa urzędowo zatwierdzona 9 kwietnia 1976.